# Southern (spoorwegonderneming)

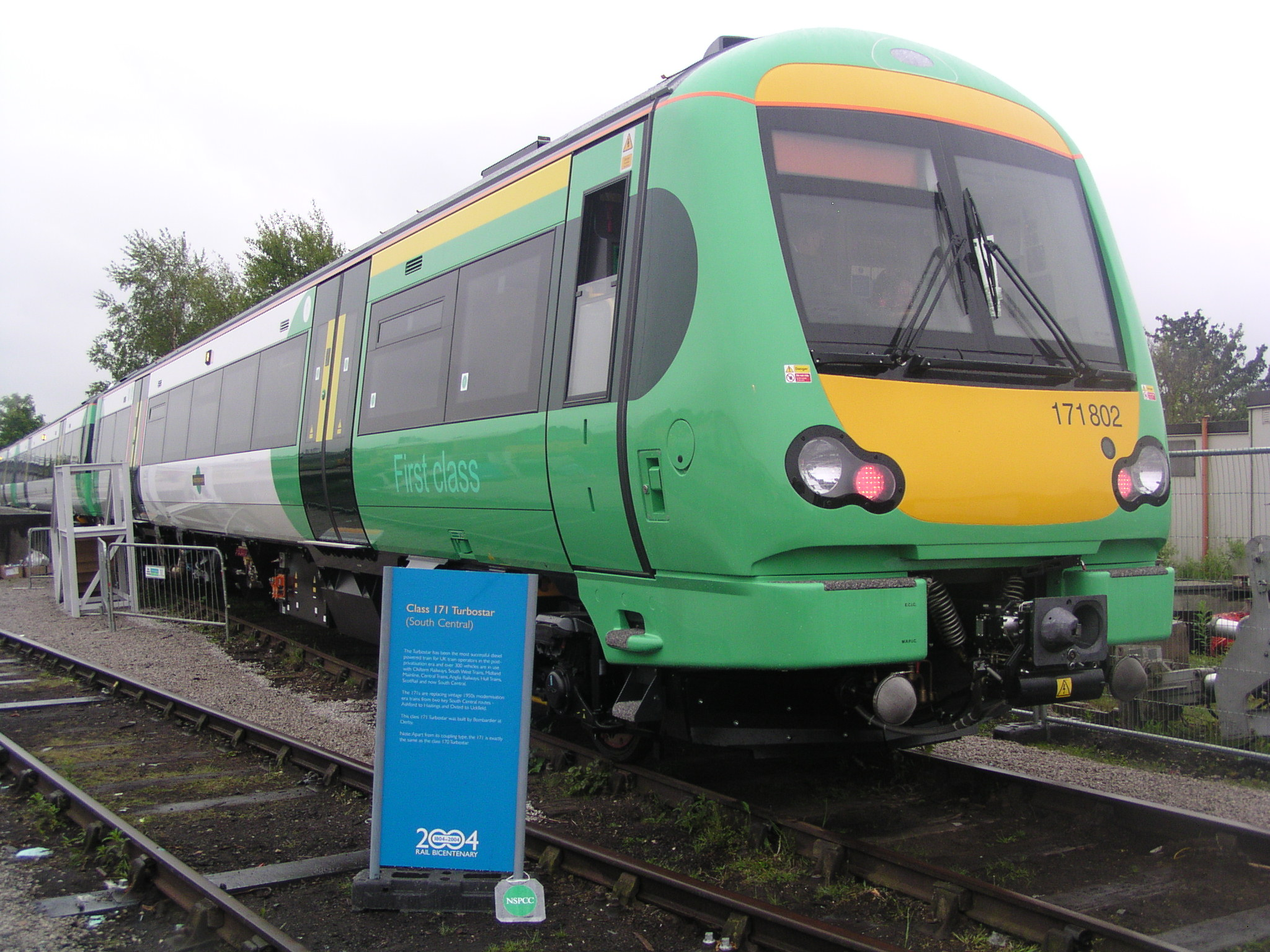
Een Turbostar (Class 171) van Southern

Southern is de publieksnaam van de New Southern Railway Ltd, een Britse spoorwegonderneming die treindiensten exploiteert tussen Londen en de zuidelijk gelegen plaatsen. Het gaat dan vooral om de centrale en westelijke gebieden ten zuiden van Londen.
De eerste concessiehouder was het Franse bedrijf Connex (nu: Veolia Transport) die voor de spoorwegonderneming de benaming Connex South Central gebruikte. Wegens aanhoudend financieel wanbeheer en de slechte dienstverlening, besloot de Strategic Rail Authority (SRA) in oktober 2000 om vanaf mei 2003 de concessie te verlenen aan GOVIA. Connex wilde na die beslissing de concessie niet meer uitdienen en heeft in augustus 2001 de concessie voor de resterende twee jaar verkocht aan GOVIA.
Sinds 25 mei 2003 heeft GOVIA, een joint venture van de Britse Go-Ahead Group en het Franse Keolis, de nieuwe concessie in handen voor een periode van 6 jaar en 7 maanden. Op 30 mei 2004 werd de naam veranderd van South-Central in Southern.